# Peter Kohl (Künstler)
Peter Kohl (* 11. März 1971 in Klagenfurt) ist ein österreichischer Künstler.

## Biografie
Kohl lebt und arbeitet in Ebenthal in Kärnten. Zunächst erlernte Peter Kohl die Malerei autodidaktisch. 
1997 lernte er den Kärntner Künstler Luka Anticevic kennen, der ihn als Student an das Institut für Kunst und Philosophie Kärnten holte. 
Dort studierte er bis zum Jahre 2000 mit dem Schwerpunkt Porträt und Landschaftsmalerei. Seine druckgrafische Ausbildung (Radierung) absolvierte er bei Hansjürgen Gartner.
Auf den ersten Blick scheinen die Bilder von Peter Kohl an Zeichnungen von Kindern zu erinnern. Doch dieser Eindruck täuscht – Kohl verarbeitet auf mehreren Ebenen das Thematisierte zu elaborierten Bildwerken.
Peter Kohl ist Leiter der Freien Akademie der Bildenden Künste in Klagenfurt und ist ebenda als Dozent für Malerei und Druckgrafik tätig.

## Ausstellungen (Auswahl)
- Art Innsbruck (2003, 2004)
- Art Bodensee (2006 bis 2010)
- Angerer, Tirol, Österreich
- BV Gallery, Klagenfurt, Österreich (Berufsvereinigung bildender Künstler Klagenfurt)
- Sechzig Gallery (2009), Vorarlberg, Österreich[3]
- Kunsthalle HOSP (Mai 2010), Tirol, Österreich[4]
- Gallery IN ART, Stuttgart (2011)[5]
- Gallery IN ART, Berlin
- Galerie Cornea, Klagenfurt
- Gallery Art Felicia (September 2013), Lichtenstein[6]
- Gallery Phase, Tongeren, Belgien (2020)